# La Voix des morts (film)
Pour les articles homonymes, voir La Voix des morts et White Noise.
Série
La Voix des morts : La Lumière
(2007)
Pour plus de détails, voir Fiche technique et Distribution.
La Voix des morts, ou Interférences au Québec (White Noise) est un film canado-américano-britannique de Geoffrey Sax sorti en 2005.

## Synopsis
La vie de Jonathan Rivers bascule à la suite du décès de sa femme. Sceptique, puis intrigué par les évènements auxquels il assiste chaque nuit à 2h30, il se renseigne auprès de Raymond Price, un expert dans les phénomènes de voix électronique (EVP). Il s'agit de sa femme qui tente de rentrer en contact avec lui, afin de l'aider à venir en aide à des personnes en danger.

## Fiche technique
- Titre original : White Noise
- Titres français : La Voix des morts
- Titre québécois : Interférences
- Réalisation : Geoffrey Sax
- Scénario et dialogues : Denis Baldoodz
- Genre : Horreur, thriller, fantastique
- Durée : 95 minutes
- Date de sortie : 7 janvier 2005 (Canada, États-Unis), 2 février 2005 (France)

## Distribution
Légende : VF = Version Française et VQ = Version Québécoise
- Michael Keaton (VF : Emmanuel Jacomy et VQ : Daniel Picard) : Jonathan Rivers
- Chandra West (VF : Laëtitia Laburthe-Torla et VQ : Hélène Mondoux) : Anna Rivers
- Deborah Kara Unger (VF : Laurence Colussi et VQ : Nathalie Coupal) : Sarah Tate
- Ian McNeice (VF : Jean-Claude Sachot et VQ : Sylvain Hétu) : Raymond Price
- Sarah Strange (VF : Virginie Méry et VQ : Camille Cyr-Desmarais) : Jane
- Nicholas Elia (VQ : François-Nicolas Dolan) : Mike Rivers
- Mike Dopud (VF : Julien Kramer) : Détective Smits

## SagaLa Voix des morts
- La Voix des morts : La Lumière de Patrick Lussier avec Nathan Fillion, Katee Sackhoff, Teryl Rothery (2007)